# Dijle
De Dijle (Frans: Dyle, Waals: Tîle) is een Brabantse rivier die door de Belgische provincies Waals-Brabant, Vlaams-Brabant en Antwerpen stroomt. Ze maakt deel uit van het stroomgebied van de Schelde. Het gebied ten oosten van Brussel, waar de Dijle doorheen komt, heet het Dijleland.
De belangrijkste plaatsen aan de Dijle zijn, met de stroom mee, Ottignies-Louvain-la-Neuve, Waver, Leuven, Werchter en Mechelen. De rivier heeft een lengte van 86 kilometer.
Deze rivier ontspringt in Houtain-le-Val, een deelgemeente van het Waals-Brabantse Genepiën. Aanvankelijk stroomt de Dijle tamelijk ongedwongen in noordoostelijke richting. Ten zuiden van Leuven monden de Thyle, de Train, de Nethen, de Laan en IJse uit in de Dijle; in Leuven zelf ook nog de Voer. In Werchter mondt de Demer uit in de Dijle, die daarna een bocht maakt naar het westen. In Mechelen wordt de Dijle gesplitst in een Binnendijle en een Afleidingsdijle. Uiteindelijk gaat de Dijle, vlak nadat de Zenne in haar loop uitmondt, in Rumst samen met de Nete over in de Rupel.
Officieel mondt de Demer in de Dijle uit, maar bij de samenvloeiing van beide, te Werchter, is de Dijle een kleinere stroom dan de Demer. Een mogelijke verklaring ervoor dat de rivier toch Dijle blijft heten, is dat de Dijle door de historisch belangrijkere stad Leuven stroomt dan de Demer met Aarschot en Diest. Daarnaast vloeit in Leuven al eeuwenlang ongeveer 40 % van het Dijlewater af naar de Leuvense vaart, terwijl de naamgeving ouder is dan het kanaal. Ten slotte is het duidelijk dat het Demerwater bij de monding een bocht maakt, terwijl het Dijlewater rechtdoor stroomt: de oorspronkelijke Demerbedding lag overigens meer noordelijk, bij de huidige monding van de Laak. In die zin mondt de Demer dus wel degelijk in de Dijle uit.
Arnulf van Karinthië versloeg op 1 september 891 “het grote leger” van de Deense Vikingen in de Slag bij Leuven aan de Dijle. Ze trokken zich vervolgens terug in 892.
Tussen september 1939 en mei 1940 liet het Belgisch ministerie van Defensie de KW-stelling bouwen, een antitankversperring om zich tegen een inval door Nazi-Duitsland te beschermen. Die werd tussen Koningshooikt en Waver aangelegd, daarom ook KW in de naam, in hoofdzaak langs de Dijle.

## Scheepvaart
In het verleden konden binnenvaartschepen en plezierboten de Dijle opvaren tot Werchter en van daaruit de Demer op tot in Diest, in de tijd van de Noormannen kon de Dijle zelf ook bevaren worden tot Leuven. Sluizen ten zuiden van Mechelen beletten dat. Het Kanaal Leuven-Dijle laat daarentegen toe tot Leuven te varen.

## Trivia
- Sinds 2003 leven er opnieuw bevers in de Dijlevallei ten zuiden van Leuven
- De Dijle loopt door het bekende pretpark Walibi Belgium
- Dijle is de (verouderde) Nederlandse naam voor Diele (Oost-Friesland), waar de Dijlerschans lag.

## Afbeeldingen

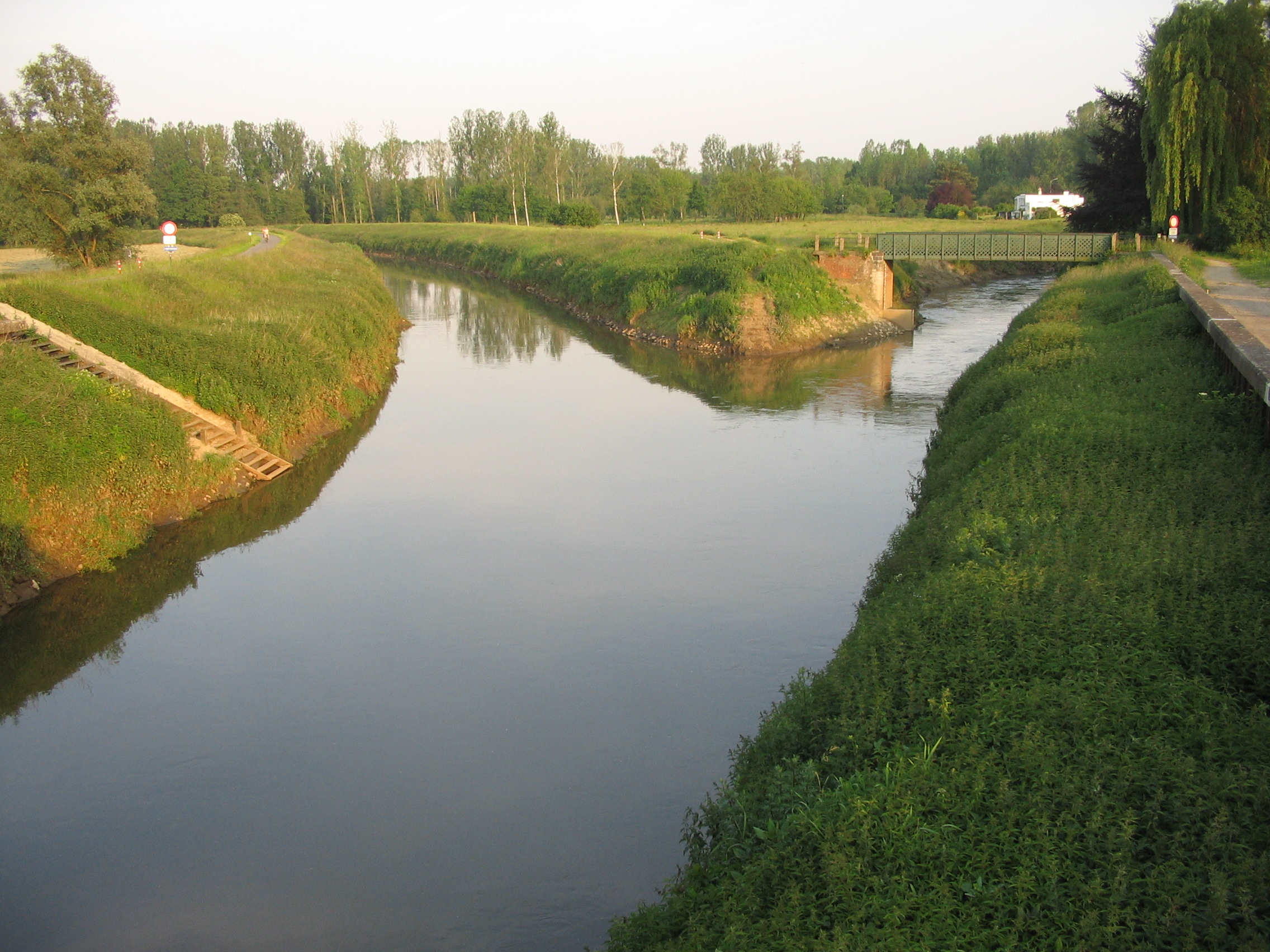
Monding van de Demer (links) in de Dijle (rechts) te Werchter
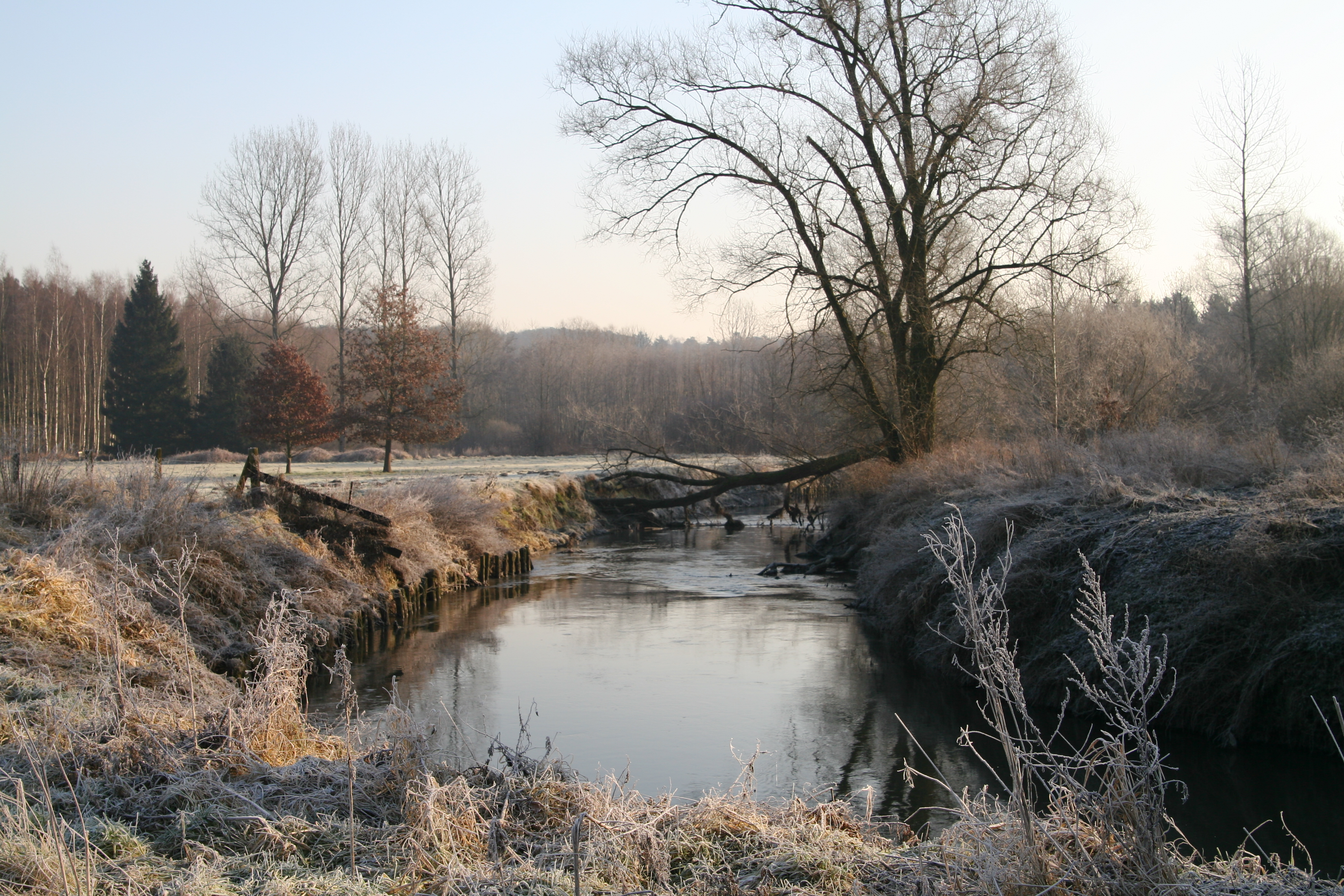
Dijle bij St. Joris Weert
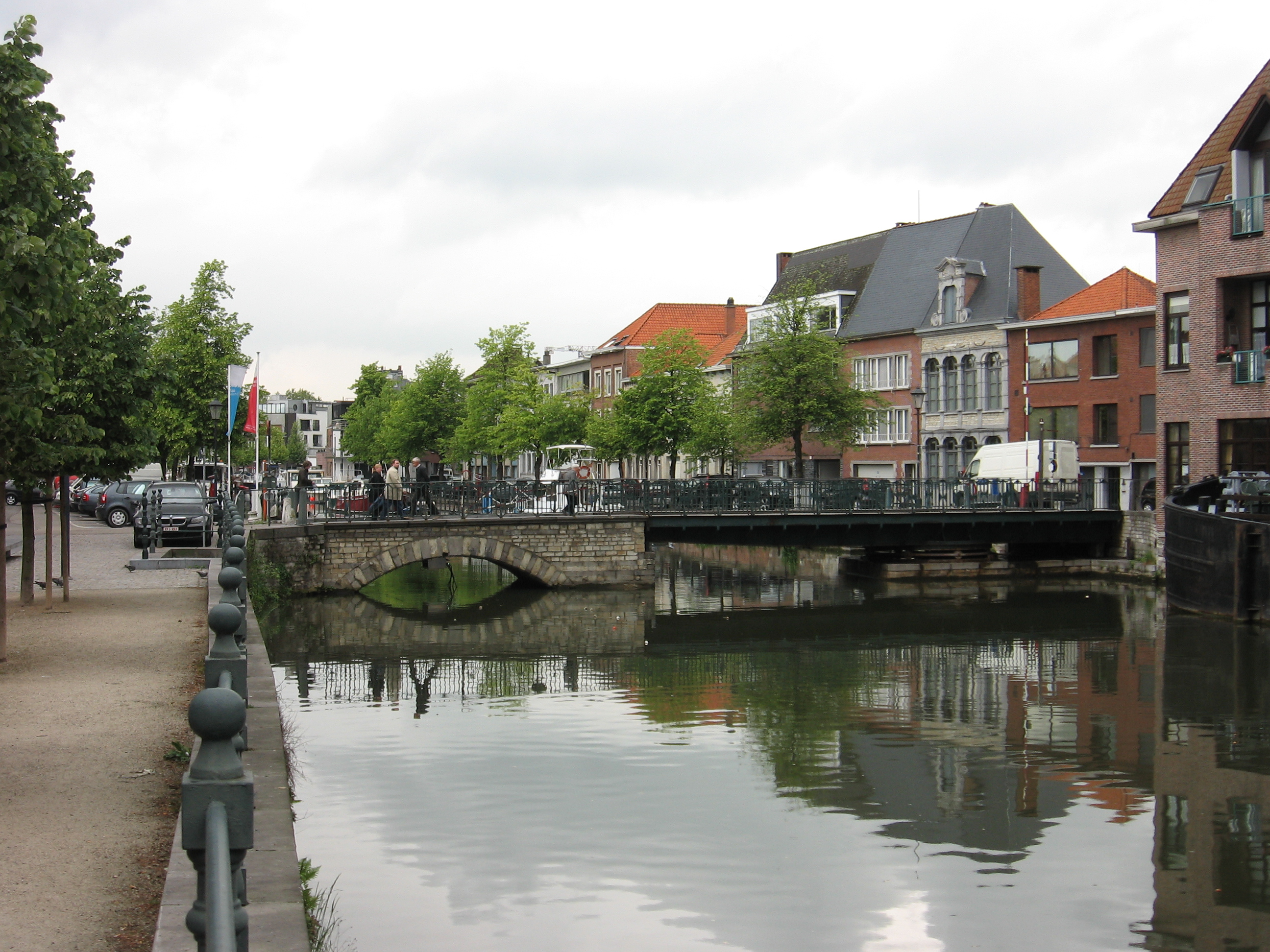
Binnendijle te Mechelen
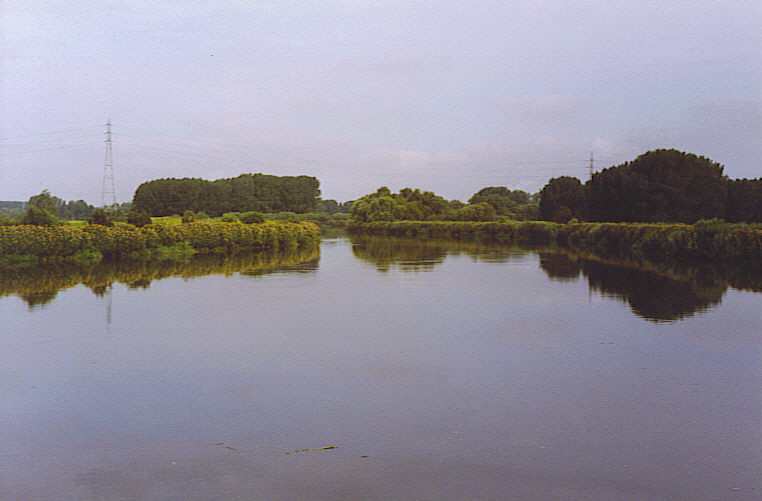
Dijle bij het Zennegat bij Mechelen
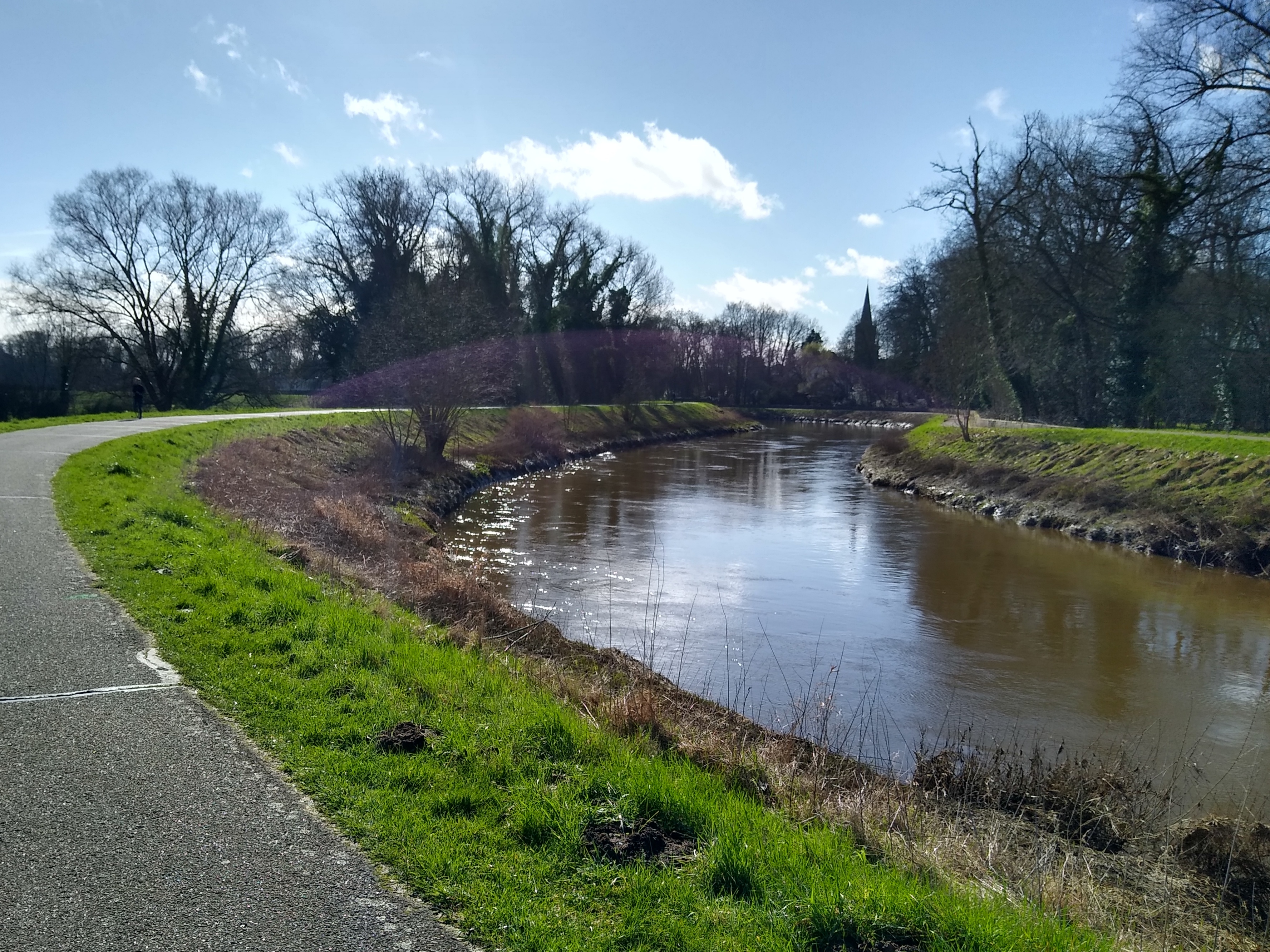
Dijle bij Muizen

1. ↑  Een gelijkaardige controverse bestaat er over de Seine en de Yonne en de Donau en de Inn.

- Bibliothèque nationale de France: cb11992148g (data)
- Système universitaire de documentation: 027996964
- Virtual International Authority File: 135144648612247215526
- WorldCat: E39PBJh4yhTCTKkRpH8Gph7CQq